# Yan Bernard Dyl
Bernard Louis Marie Morel dit Yan Bernard Dyl, né le 8 juin 1887 au Mans, et mort assassiné au camp de Buchenwald le 17 décembre 1944, est un artiste peintre français, qui fut, tour à tour, paysagiste, décorateur, illustrateur, graphiste et réalisateur.
Il signe, plus rarement, certaines de ces compositions, Yan B. Morel.

## Biographie

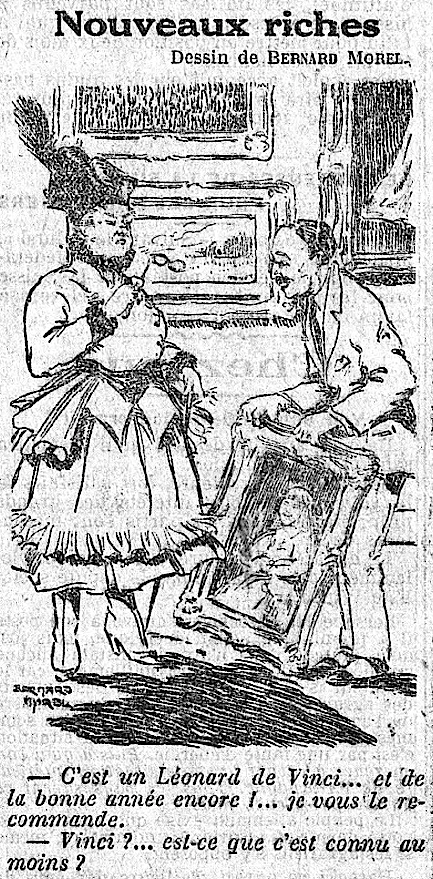
Caricature publiée dans L'Intransigeant (octobre 1916).

### Origines et débuts
Fils de Claude Morel, natif de Saint-Étienne, journaliste, inspecteur général de La Petite République française, et Berthe-Marie Lereston, mariés le 16 septembre 1886 à Saint-Hélier (Jersey).
Sous le nom de Bernard Morel (ou d'un pseudonyme ?), au moins jusqu'en 1916, il livre des caricatures ou des compositions graphiques au Monde illustré (1909), à Curiosita. Revue photographique (Lyon, 1913), L'Intransigeant et L'Éveil.

### La Première Guerre mondiale et une étrange affaire
Il appartient à cette génération très marquée par la Première Guerre mondiale : mobilisé en août 1914, il est lourdement blessé durant le conflit. Pour ses faits d'arme, il reçoit, avant septembre 1916, la Médaille militaire et la Croix de Guerre.

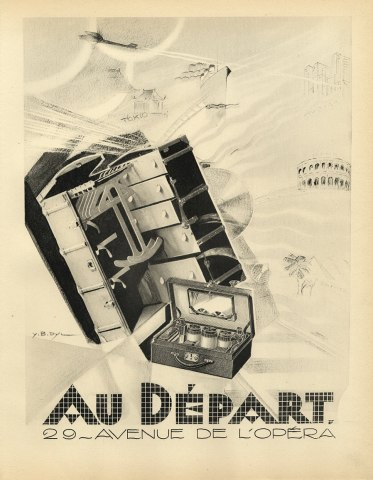
Publicité pour Au Départ de Yan B. Dyl créée pour Pan (1928).

En janvier 1918, il est impliqué dans une affaire de faux papiers : deux mois plus tôt, un déserteur de la Légion étrangère avait été arrêté, porteur de l'identité de Bernard Morel et de décorations militaires, résidant au 5 rue Cavendish. M. Priollet, « commissaire du camp retranché », enquête et découvre que le porteur des faux papiers s'appelle « Michel Brümmel », un hongrois ; dans la foulée, Morel, le vrai — notre artiste —, est également arrêté et soupçonné d'espionnage, puis de commerce de faux papiers et incarcéré à la prison de la Santé — l'affaire ne fait pas plus parler d'elle les mois suivants. Ce fait, rapporté par la presse, permet de découvrir que Morel s'occupait de la gestion d'une salle de cinéma à Sèvres, en tant que blessé de guerre et qu'il avait été en réalité une victime de Brümmel : c'est ce dernier qui épousait le 23 septembre 1916, Valentine Rochez, à Paris Xe, mentionné comme publiciste, exerçant sous le surnom de « Morel dit Boucquet » et demeurant au 5 rue Cavendish ; le 24 mars 1919, le mariage est annulé par jugement, aux motifs d'usurpation d'identité, tandis que Morel bénéficiait des circonstances atténuantes, écopant tout de même de deux ans de prison au titre du conseil de Guerre,,,.

### L'agence Y. B. Dyl dans les années folles
Vers 1920, sorti d'affaire et adoptant donc le pseudonyme de « Yan Bernard Dyl » (ou « Yan B. Dyl »), il devient un proche du peintre cubiste Robert Delaunay et l’un des représentants du mouvement Art déco. Il fonde un atelier de créations de publicité, baptisé « Y. B. Dyl », à Paris, d'abord située 8 place de la Bourse, puis au 23 rue de Condé ; son slogan est « une affiche, un dessin de publicité signé : Dyl, se voit et se lit... ». Il produit plusieurs publicités pour divers annonceurs (Roger & Gallet, Bohème, Lenthéric, Amortisseur Hartford, etc.). Il réalise des affiches humoristiques pour L'Œuvre (1924). Il est l'auteur de la peinture murale pour l’apéritif Campari, laquelle couvrit certaines façades parisiennes à partir de l'année 1929, et fut reproduite dans la presse sous forme de réclame. Un grand nombre de ses créations publicitaires est réuni dans le cadre de Pan, annuaire du luxe à Paris, publié en 1928 sous la direction de Paul Poiret. Il est également le créateur de jeux de cartes pour la maison Grimaud, associé à un coffret conçu par Jean Puiforcat.
Du côté de la bibliophilie, on lui connaît la composition de plusieurs couvertures et illustrations très remarquées pour des ouvrages publiés par Simon Kra (1926-1927), ornés de pointes-sèches ou de gouaches phototypées, comme Les Oraisons amoureuses de Jeanne-Aurélie Grivolin, Lyonnaise de Roger Pillet ou encore La Danse macabre de Pierre Mac Orlan. Yan B. Dyl est aussi l’auteur d’un livre illustré, La Petite Ville, qui synthétise la vie d’un village de province. Plus tard, il livrera des contes illustrés au Petit Marseillais (1933).
Très impliqué dans le cinématographe, il a signé, entre autres, dans Le Courrier cinématographique du 29 octobre 1921, un article sur la décoration du cinéma Le Louxor, « monument égyptien avec toute la gaité de ses couleurs vives, situé en plein Paris ». Il coréalise en 1922 avec le critique, scénariste et poète Marcel Yonnet et Léonce-Henri Burel, un film intitulé La Conquête des Gaules (ou L'Odyssée d'un film), racontant les difficultés d’un metteur en scène qui doit, avec peu de moyens, produire un grand film sur la Rome antique — cette œuvre d'avant-garde fut projetée en avant-première le 12 septembre à la Maison de la Mutualité. Il est l'auteur d'autres articles pour, entre autres, La Revue mensuelles des lettres françaises, où il tient la « chronique des images mouvantes », ainsi que pour la Gazette des sept arts (1923).
Il est également l'auteur de dessins et photos érotiques — que l'on continue à classer sous la rubrique curiosa —, la plupart du temps produits sous le couvert de l'anonymat, de manière clandestine et vendus par correspondance ou à travers des réseaux de collectionneurs initiés : son lien avec l'officine lyonnaise Curiosita dès 1913 en témoigne. Dyl illustre le Manuel de civilité pour les petites filles à l’usage des maisons d’éducation de Pierre Louÿs dans le cadre d'une commande : cet exemplaire est unique, il comprend 43 aquarelles originales. Dyl est réputé pour ce genre de commandes : dans les années 1930, le marché du livre rare montre quelques exemplaires bibliophiliques, ornés d'aquarelles originales signées de lui et dont les prix sous le marteau s'envolent. Plus trad, il est identifié comme étant l’auteur d’une série de photos intitulée Problèmes et solutions sur les éléments de mécanique sensuelle (vers 1930) : cette suite, d'une très grande rareté, présente douze tirages argentiques coloriés d’après des dessins érotiques d’inspiration abstraite pour lesquelles l'artiste se qualifie de « docteur en sciences érotiques ».
Il épouse Simone Marie Rose Herbé [Gerbe], à Marseille, le 18 décembre 1926 ; le couple a, en 1927, un fils, prénommé Jacques.

### Un artiste complet et engagé
Il a produit des huiles sur toile, des aquarelles et des dessins : en 1927, il expose au salon de l'Araignée, dont il est sans doute un familier,. En 1936, il participe à Marseille au Salon des peintres anciens combattants. En 1937 et 1938, il expose ses peintures au salon des Tuileries, puis à l'exposition du « 32e groupe des artistes de ce temps » (Petit Palais).
En juillet 1939, il prend fait et cause pour Lucien Sampaix, frappé par la censure gouvernementale, et qui avait révélé les activités de propagande d'Otto Abetz en France.
Après juin 1940, installé dans le sud de la France depuis l'avant-guerre, il entre en clandestinité avec ses camarades communistes du côté de Simorre, dans le Gers, constituant les bases du futur groupe du docteur Raynaud et du maquis de Meilhan, qui compta plus de 95 hommes — seuls 17 survécurent. Arrêté le 14 décembre 1943 par la Gestapo, déporté pour faits de résistance, il meurt le 17 décembre 1944 au camp de concentration de Buchenwald (Allemagne nazie).
En novembre 2011, une plaque a été inaugurée à Simorre, en sa mémoire.

## Ouvrages et écrits publiés
- [article] « Rythmique cinématique », in: Gazette des sept arts, no 6-7, 10 mai 1923, p. 19.
- Octave Mirbeau : Le Jardin des supplices, Paris, La Connaissance, 1925 - ill. par Gio Colucci, emboîtage signé Dyl, 102 ex.
- La Petite Ville, 22 compositions au pochoir des ateliers Jacomet[25], Paris, Simon Kra, 1926, 175 ex.
- Roger Pillet (transcription) : Les Oraisons amoureuses de Jeanne-Aurélie Grivolin, lyonnaise, La Connaissance, 1926. In-8°, 213 pp. Illustrée de 15 pointes sèches rehaussées d’aquarelles et de nombreux in-t. tirés en sépia. Tirage limité à 500 ex.
- Pierre Louÿs : Manuel de civilité pour les petites filles à l'usage des maisons d'éducation, s.l.n.d., unicum [Paris, Simon Kra, 1926] - avec 43 compositions libres originales à la gouache en hors texte commandé à Dyl par un collectionneur.
- Henri de Régnier : Le Miracle du fil, Simon Kra, Paris, 1926 - 16 poèmes illustrés en couleur, chacune des illustrations représente un type de dentelle. Édition limitée à 350 exemplaires[26].
- Pierre Mac Orlan : La danse macabre[27], Simon Kra, Paris, 1927 - 20 grandes compositions ainsi que la couverture, le tout colorié au pochoir par Daniel Jacomet, impression Robert Coulouma.
- Paul Poiret : Pan : Annuaire du luxe à Paris[28], Devambez, 1928. In-4º.
- Marseille et ses transplantés[29], contre illustré publié dans Le Petit Marseillais, du 19 au 26 avril 1933.
- Coiffes de France, série de cartes postales éditées par Maurice Barré et Jules Dayez, s.d.

## Galerie

Quelques images de Yan Bernard Dyl
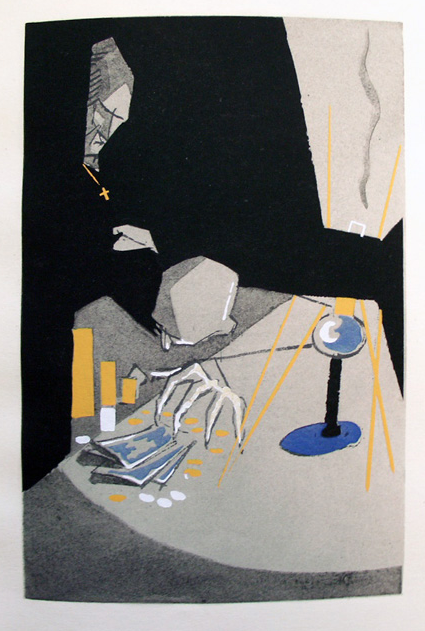
Composition pour La Petite Ville (1926)
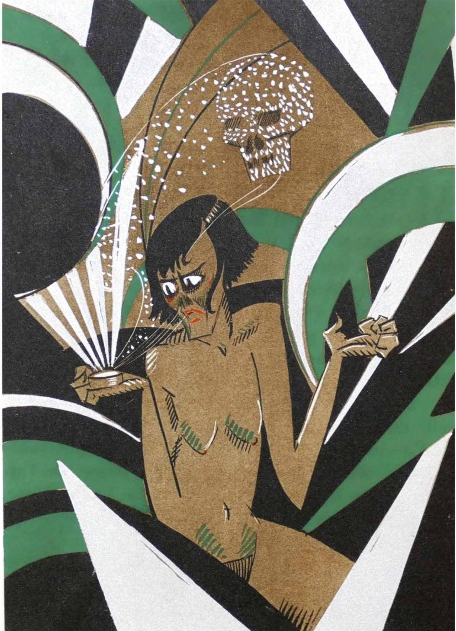
« La neige », composition no 4 pour La Danse macabre (1927)
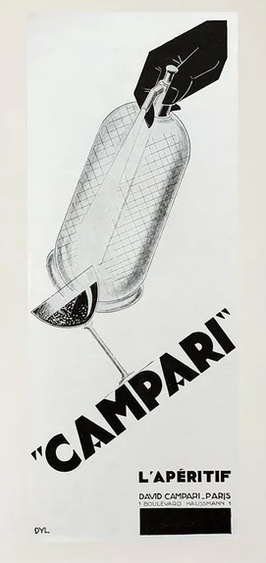
Publicité pour Campari (1929)
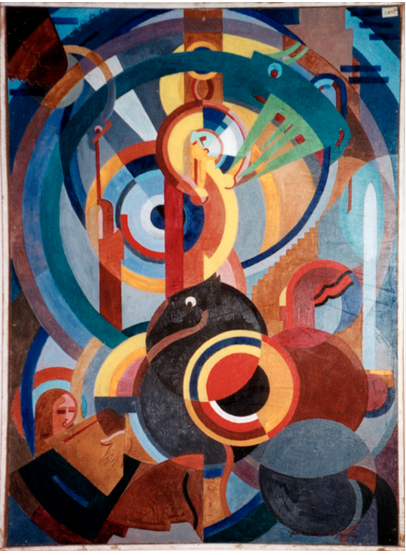
Légende cruelle (1938), peinture exposée au musée de Gajac